# 国立病院機構西埼玉中央病院附属看護学校

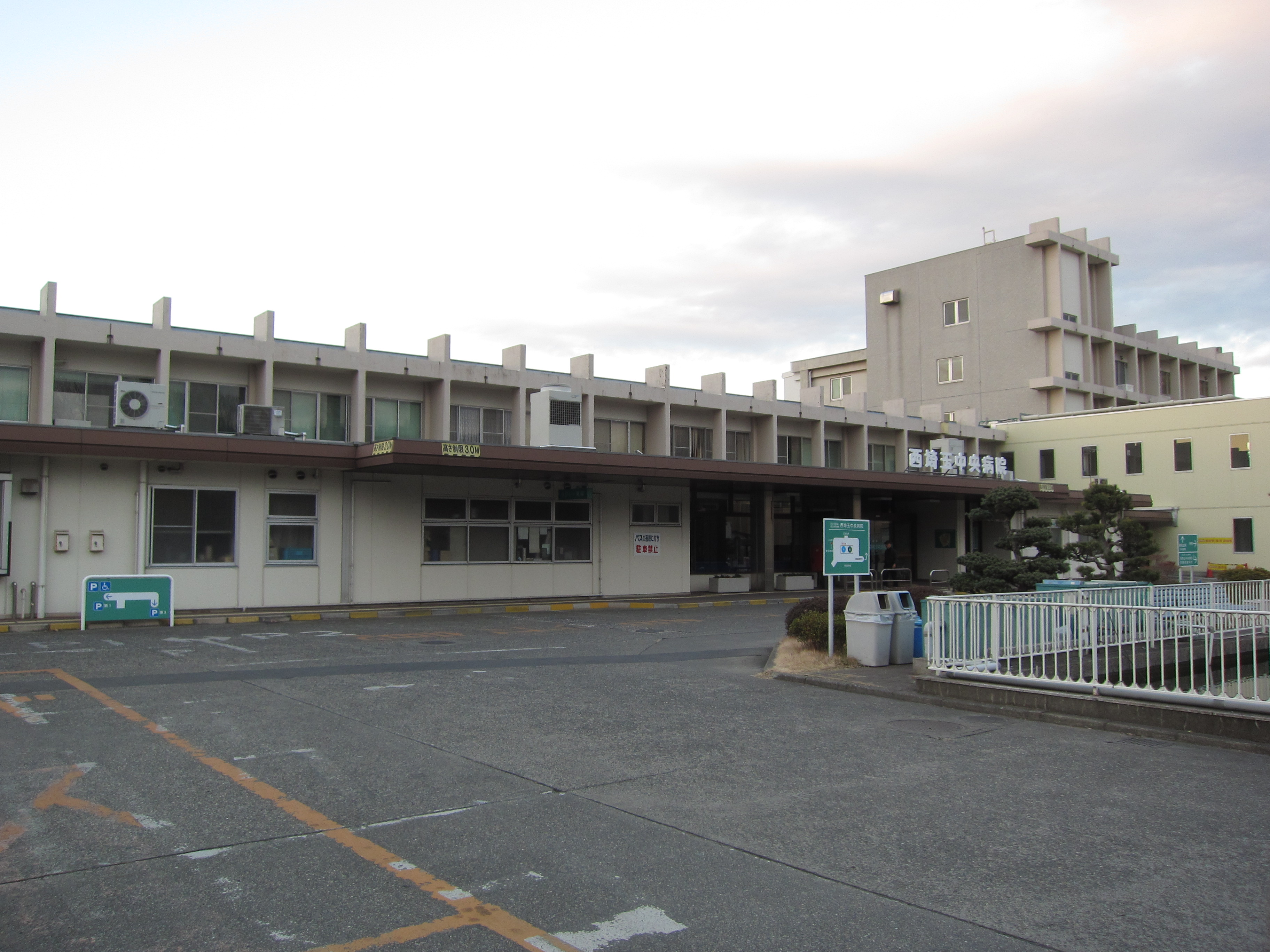
西埼玉中央病院

国立病院機構西埼玉中央病院附属看護学校（こくりつびょういんきこうにしさいたまちゅうおうびょういんふぞくかんごがっこう）は、独立行政法人国立病院機構が埼玉県所沢市に設置する専修学校である。西埼玉中央病院と同一敷地内に位置する。いずれも国立病院機構の西埼玉中央病院、埼玉病院、東埼玉病院を実習先とする。

## 沿革
（この節の出典）
- 1974年（昭和49年）4月 - 国立西埼玉中央病院附属高等看護学院として開設（看護婦3年課程・入学定員50名）
- 1975年（昭和50年）4月 - 国立西埼玉中央病院附属看護学校に名称変更
- 1976年（昭和51年）4月 - 学校教育法第82条第2項に規程する専修学校となる
- 2000年（平成12年）4月 - 平成12年度入学生（27回生）より男子学生の入学を受け入れ
- 2004年（平成16年）4月 - 独立行政法人国立西埼玉中央病院附属看護学校に名称変更
- 2005年（平成17年）3月 - 学生寮（みずき寮）閉寮
- 2005年（平成17年）4月 - 1学年定員40名に変更
- 2010年（平成22年）7月 - 新校舎完成

## 学科
- 看護専門課程 看護学科（3年課程、定員40名）

## 卒業後の資格
- 専門士（看護専門課程）称号[4]
- 看護師国家試験の受験資格[5]
- 保健師・助産師養成学校受験資格[5]
- 大学編入学資格

卒業生の75％が、国立病院機構の病院へ、またその他の医療機関へは17%就職している。進学者も3%いる。（令和元年度）

## 交通アクセス
- 西武池袋線「小手指駅」又は「狭山ケ丘駅」より徒歩20分[6]